# 26ª Divisione fanteria "Assietta"
La 26ª Divisione fanteria "Assietta" fu una grande unità del Regio Esercito, operativa durante la seconda guerra mondiale. Era in particolare una divisione di fanteria da montagna, che si distingueva dalle analoghe unità di fanteria ordinarie per la trazione del Reggimento di artiglieria divisionale, che risultava composto da due gruppi someggiati e di uno carrellato, invece che di due ippotrainati ed uno someggiato e per l'utilizzo di salmerie invece che del classico carreggio. Con il progredire della guerra e la progressiva motorizzazione di una parte considerevole delle artiglierie divisionali, le divisioni da montagna divennero sostanzialmente indistinguibili dalle normali divisioni di fanteria, e la denominazione specifica andò progressivamente in disuso.

## Storia
Le origini dell'unità risalgono alla Brigata di Fanteria "Pisa", che in esecuzione della legge sull'ordinamento del Regio Esercito dell'11 marzo 1926, viene ricostituita su tre reggimenti (il 29º, il 30º ed il 63º Reggimento fanteria) ed assume il nominativo di XXVI Brigata di Fanteria. L'8 febbraio 1934 si trasforma in Divisione Militare dell'Assietta (26ª), ricevendo il 25º Reggimento artiglieria, ed il 1º aprile successivo perde il 30º Reggimento fanteria in favore del 38º Reggimento fanteria; il 6 agosto 1935 da divisione territoriale diventa grande unità operativa con il nominativo di Divisione di Fanteria Assietta (26ª) su 38º e 63º Reggimento fanteria ed 25º Reggimento artiglieria e viene inviata prima in Libia italiana (settembre 1935), dove perde il 25º artiglieria in favore del 49º, poi in Eritrea (marzo 1936). Al momento dell'invio dell'"Assietta" in Eritrea, essa viene sostituita in Libia da una Divisione di Fanteria "Assietta II" (126ª), basata sul 62º e l'81º Reggimento fanteria e sul 25º Reggimento artiglieria per Divisione di fanteria, che verrà sciolta nel 1937.
Nel gennaio 1936 la divisione sbarca a Massaua e viene dislocata prima nella zona Edaga Robò-Enticciò-Decamerè, poi a Macallè a presidio dei capisaldi Sciafat-Dogheà e Quihà-Egri Harivà. A febbraio respinge diversi attacchi nella zona dell'Amba Aradam, sostenendo poi con alcuni reparti il fianco sinistro della Divisione di fanteria "Sila" durante la seconda battaglia del Tembien. In marzo-aprile è impegnata nella protezione delle retrovie e delle vie di comunicazione delle unità che avanzano verso Addis Abeba, spostandosi verso prima l'Amba Alagi e poi ad Aderat. Alla fine delle operazioni belliche, in giugno le unità dell'"Assietta" eseguono operazioni di rastrellamento nel Gondar a sud del Lago Ascianghi, poi a luglio nella regione Uollo-Seggiù ed a settembre nella zona di Dessiè, per rientra infine dal 2 febbraio in patria. Per sostituirla in Africa Orientale Italiana, all'inizio del 1937 viene costituita a Littoria la 26ª Brigata mista "Assietta", basata sull'8º bis, sul 63º bis Reggimento fanteria e sul DIV Battaglione mitraglieri, che a fine gennaio viene trasformata in 1ª Divisione di Fanteria "Volontari del Littorio", mentre i reparti dipendenti assumono la denominazione di 1º e 2º Reggimento fanteria e I Battaglione mitraglieri "Volontari del Littorio", ai quali si aggiunge il 1º Reggimento artiglieria "Volontari del Littorio". Il 5 aprile 1939, con la trasformazione delle divisioni da ternarie a binarie, la Divisione "Assietta" risulta costituita dal 29º e 30º Reggimento fanteria e dal 25º Reggimento artiglieria.
Il 10 giugno 1940, la divisione prende parte alle operazioni della campagna di Francia, schierandosi al confine italo-francese, fra Punta Rochers Charniers e il Grand Queyron, lungo i settori del Monte Chaberton, del Monginevro ed a sbarramento della Val Thuras e del Ripa ed attaccando il Monte Gimon e la conca di Arbies il 18 giugno e le posizioni del Lac Noir e Rav des Routtettes il 20 giugno. Tra il 22 ed il 23 vengono occupate le fortificazioni del settore Monte Chenaillet-Sommet des Anges, mentre l'attacco alla conca di Edafon viene sospeso dall'armistizio di Villa Incisa.
Rientrata nella Venezia Giulia nella zona di Aidussina, nell'aprile del 1941 viene prima schierata sul confine italo-jugoslavo inquadrata nel VI Corpo d'armata da Monte Lepre a Monte Giavornico, poi in zona di occupazione a Delnice. A maggio rientra prima a Villa del Nevoso, poi nella sede di guarnigione di Asti. Nella prima metà di agosto viene trasferita in Sicilia alle dipendenze del XII Corpo d'Armata, dove assume la responsabilità del settore costiero tra Porto Empedocle, Gela e Licata. Dopo lo sbarco alleato proprio tra Gela e Licata, la divisione si attesta sui capisaldi di Roccapalumba, Lercara Friddi e Prizzi, a sbarrare la direttrice Agrigento-Palermo. Il 16 luglio l'unità è costretta ad arretrare sulla linea Cerda-Chiusa Sclafani. Il ripiegamento, mantenendo sempre il contatto con il nemico ed effettuando puntate controffensive, continua il 23 su Santo Stefano di Camastra-Mistretta, il 29 sulla linea San Fratello-Monte Pelata-Troina, il 6 agosto su Tortorici. La pressione di notevoli forze corazzate americane, prima contenute a prezzo di gravi sacrifici, alla fine costringe la divisione, provata da gravi perdite di uomini e mezzi, ad arretrare su Messina e ad attraversare lo Stretto. Riportata ad Asti per il riordino, qui viene colta dall'armistizio di Cassibile, che porta allo scioglimento della grande unità.

## Ordine di battaglia: 1935
- 38º Reggimento fanteria
- 63º Reggimento fanteria
- 25º Reggimento artiglieria

## Ordine di battaglia: 1940/43

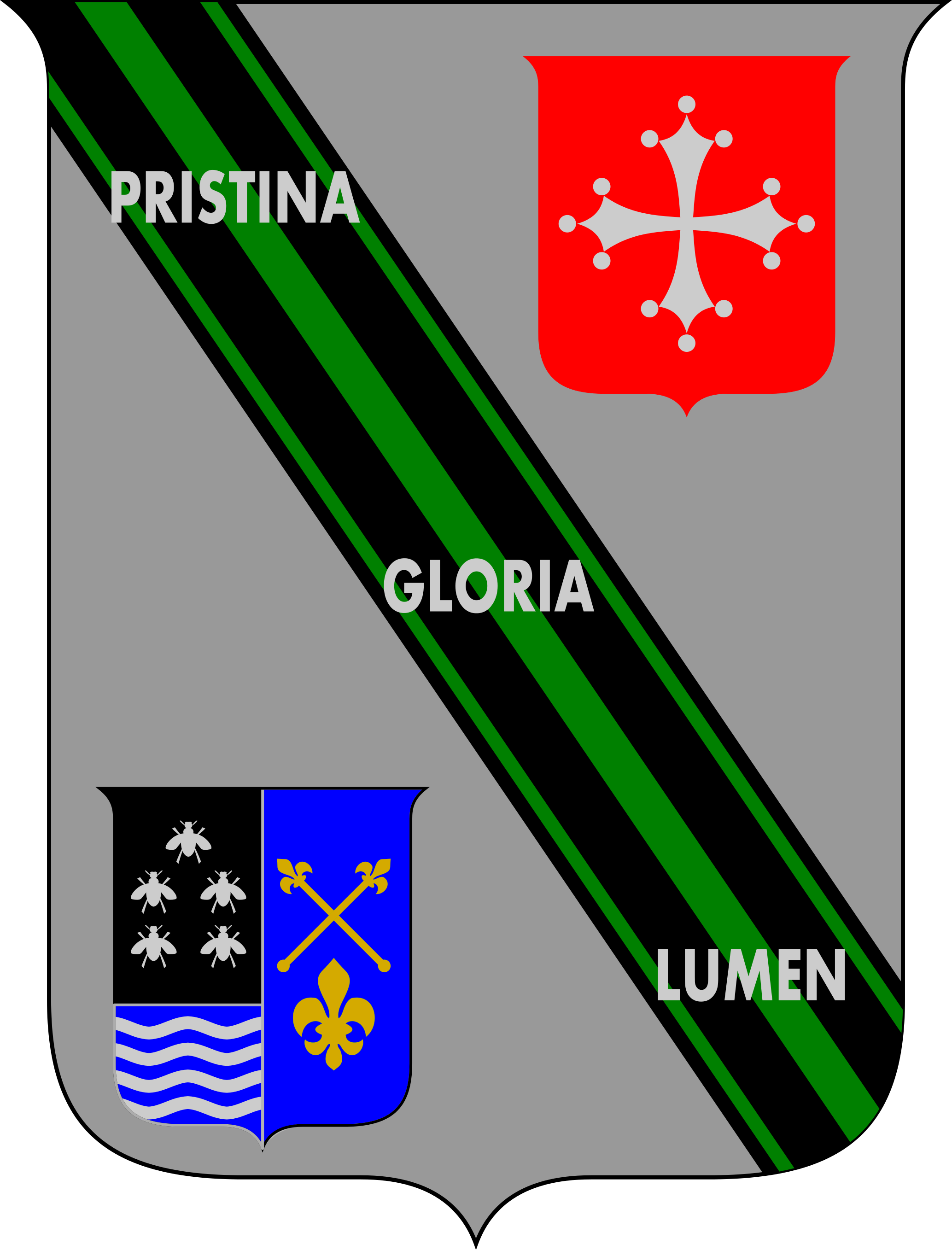
Stemma araldico del 29° Rgt.fanteria "Assietta", 1939

- Comando della fanteria divisionale (Gen. B. Davide Borghini dal 20 maggio 1942, Gen. B. Mario Vece sino al 9 aprile 1943 e Gen. B. Augusto de Laurentiis dal 20 aprile 1943)
- 29º Reggimento fanteria "Pisa"
- 30º Reggimento fanteria "Pisa"
- 17ª Legione CC.NN. "Cremona"
  - XVII Battaglione CC.NN. "Cremona"
  - XVIII Battaglione CC.NN. "Costantissima"
- 25º Reggimento artiglieria "Assietta"
  - 5 batterie artiglieria
  - 10ª Batteria contraerea da 20 mm
  - 326ª Batteria contraerea da 20 mm
- XXVI Battaglione mortai da 81 (52ª Divisione fanteria "Torino")
- CXXVI Battaglione mortai da 81
- 126ª Compagnia controcarri da 47/32 Mod. 1935
- 64ª Compagnia genio
- 26ª Compagnia mista telegrafisti/marconisti
- 16ª Sezione sanità
  - 9º Ospedale da campo
  - 10º Ospedale da campo
  - 151º Ospedale da campo
  - 468º Ospedale da campo
- 18ª Sezione sussistenza
- 31ª Sezione panettieri
- 262ª Autosezione pesante
- 51ª Sezione someggiata

## Comandanti 1935-1943
- Gen. D. Enrico Riccardi
- Gen. D. Enrico Boscardi
- Gen. D. Camillo Mercalli
- Gen. D. Stefano Pegiani
- Col. Guido Piacenza (int.)
- Gen. D. Emanuele Girlando (1º febbraio 1940 - 31 luglio 1941)
- Gen. D. Giulio Perugi (1º agosto 1941- 30 aprile 1942)
- Gen. D. Pietro Zaglio (1º maggio 1942 - 1º febbraio 1943)
- Gen. B. Mario Vece (int.)
- Gen. B. Erberto Papini (1º febbraio - 7 giugno 1943)
- Gen. D. Francesco Scotti (8 giugno - 25 luglio 1943)
- Gen. B. Ottorino Schreiber (26 luglio - 9 settembre 1943)
- Generale Renato Paulucci